# Richard Wallaschek
Richard Wallaschek (* 16. November 1860 in Brünn, Mähren; † 24. April 1917 in Wien) war ein österreichischer Psychologe und Musikwissenschaftler, der in den Bereichen Vergleichende Musikwissenschaft und den Ursprüngen von Musik tätig war.

## Leben
Wallaschek lieferte Beiträge zur Musikpsychologie. Bei seinen interdisziplinären Forschungen von 1890 bis 1895 am Londoner British Museum entwarf er seine Theorien über Wahrnehmung (die über zwei Arten mentaler Repräsentationen – die Tonvorstellung und die Musikvorstellung – geschehe) und Produktion (basierend darauf, dass Musik ein Ausdruck von Emotion sei) von Musik; dabei begründete er seine Arbeiten auf damals aktuellen Erkenntnissen der Neurologie (besonders William Richard Gowers und John Hughlings Jackson). Im Jahr 1907 wurde er zum Mitglied der Leopoldina gewählt.
Seine bekannteste Schrift ist die erstmals 1893 erschienene und bis 2009 mindestens fünfmal wiederaufgelegte Primitive music, welche als erste vergleichende Gesamtdarstellung von „tribaler“ oder „primitiver“ Musik gilt.

## Werke
- Ästhetik der Tonkunst, Stuttgart 1886 (Digitalisat)
- Primitive Music: An Inquiry into the Origin and Development of Music, Songs, Instruments, Dances, and Pantomimes of Savage Races, London 1893 (Digitalisat)
  - deutsch: Anfänge der Tonkunst. 1903 (Digitalisat)
- Das k. k. Hofoperntheater, Wien 1909 (= Die Theater Wiens, Band 4) (Digitalisat)